# سمنة ضمور اللحم
سمنة ضمور اللحم هي حالة طبية والتي تتميز بوجود كلا من ضمور اللحم و السمنة. يُشير ضمور اللحم إلى انخفاض كتلة العضلات وإما انخفاض قوة العضلات أو انخفاض الأداء البدني. عندما يرافق ذلك ارتفاع كتلة الدهون تُعرف الحالة باسم سمنة ضمور اللحم.

## المصطلح
المصطلح هو مزيج من كلمتين مختلفتين- ضمور اللحم والسمنة. «ضمور اللحم» يعنى فقدان العضلات و«السمنة» تعني زيادة في نسبة الدهون.

## الأسباب
يسبب المرض مجموعة متنوعة من الأسباب:
- قد يكون بسبب الشيخوخة، حيث تصبح العضلات ضعيفة بسبب عدم ممارسة الرياضة واكتساب الوزن لنفس السبب.
- في حالات أخرى، يكون السبب وراثيا، حيث يُولد الفرد مع انخفاض القدرة على نمو كتلة العضلات.

## الأعراض
الأعراض هي في الأساس نفسها كما في كل من ضمور اللحم والسمنة. قد تظهر مؤشر كتلة الجسم للفرد على أنها مناسبة وصحية لعمره/ها ولكنه يبدو سمينا.

## مشكلة التشخيص
مشكلة تشخيص الشخص المصاب بالمرض هو أن التشخيص صعب حيث لا يوجد مجال مرجعي مناسب. وذلك لأن الناس الأصحّاء قد يُظهرون اختلافات كبيرة في تكوينهم نظرا لأنواع أجسامهم.

## العلاج
تمارين الأثقال المناسبة وبرنامج لفقدان الوزن يمكن أن تساعد على تحسين حالة المريض.